# Le Bougon
De Le Bougon is een zachte Franse kaas, afkomstig uit het belangrijkste gebied voor de Franse geitenkazen, het gebied van de Loire.
Le Bougon wordt voornamelijk geproduceerd door de laiteries van de lokale coöperatie in Bougon. De korst van de kaas heeft een witte kleur en een donzig uiterlijk.